# Bellis (pigenavn)
 Denne artikel omhandler et pigenavn. Opslagsordet har også en anden betydning, se Tusindfryd.
Bellis er et dansk pigenavn.
I 2007 var der iflg. Danmarks Statistik 11 piger med navnet.

## Navnet i fiktion
- Powerpuff Pigerne – Blomst, Bobbel og Bellis